# Кызылуй (Жангильдинский сельский округ)
Кызылуй (каз. Қызылүй) — село в Улытауском районе Карагандинской области Казахстана. Входит в состав Жангильдинского сельского округа. Код КАТО — 356041200.

## Население
В 1999 году население села составляло 238 человек (139 мужчин и 99 женщин). По данным переписи 2009 года, в селе проживало 199 человек (109 мужчин и 90 женщин).